# Biblioteca de Älvstranden
A Biblioteca de Älvstranden é uma biblioteca pública localizada na margem norte do rio Gota, na cidade de Gotemburgo, na Suécia. Esta biblioteca é também a biblioteca escolar de várias escolas ginasiais da região. A Biblioteca de Älvstranden dispõe de livros, filmes, música, jogos de computador, jornais e revistas. Além disso, tem mesas de xadrez e computadores, assim como ligação sem fios à Internet. Foi inaugurada em 1999, na área dos antigos estaleiros do século passado.